# Средњоамерички агути
Средњоамерички агути (лат. Dasyprocta punctata) је врста глодара (Rodentia) из породице агутија (Dasyproctidae).

## Распрострањење
Ареал средњоамеричког агутија обухвата већи број држава. 
Врста има станиште у Бразилу, Аргентини, Мексику, Венецуели, Колумбији, Перуу, Еквадору, Боливији, Парагвају, Куби (вештачки уведена), Кајманским острвима (вештачки уведена), Панами, Никарагви, Костарици, Гватемали, Хондурасу, Салвадору, Белизеу и Гвајани.

## Станиште
Станиште врсте су шуме. 

## Угроженост
Ова врста је наведена као последња брига, јер има широко распрострањење и честа је врста.